# Bảo tàng đàn organ Silesia ở Katowice
Bảo tàng đàn organ Silesia ở Katowice (tiếng Ba Lan: Muzeum Organów Śląskich w Katowicach) là một trong những bảo tàng ở thành phố Katowice, thuộc tỉnh Silesia, Ba Lan. Bảo tàng được thành lập vào ngày 4 tháng 4 năm 2002, và hiện đang tổ chức triển lãm tại Học viện Âm nhạc Karol Szymanowski ở Katowice.

## Triển lãm
Bảo tàng chuyên sưu tập và triển lãm các đàn organ có niên đại từ thế kỷ 18 đến đầu thế kỷ 20 (ở Silesia và các vùng khác của Ba Lan). Bên cạnh các đàn organ hoàn chỉnh, bảo tàng cũng trưng bày các linh kiện của đàn organ, hình ảnh hoặc tài liệu có liên quan đến các loại nhạc cụ không còn tồn tại và các công ty chế tạo đàn organ trong lịch sử.